# Caucasopisthes
Caucasopisthes is een geslacht van spinnen uit de familie hangmatspinnen (Linyphiidae).

## Soorten
De volgende soorten zijn bij het geslacht ingedeeld:
- Caucasopisthes procurvus (Tanasevitch, 1987)